# Ranlo, North Carolina
Ranlo, North Carolina (енгл. Ranlo) град је у америчкој савезној држави Северна Каролина.

## Демографија
По попису из 2010. године број становника је 3.434, што је 1.236 (56,2%) становника више него 2000. године.
| Група             | 2000.         | 2010.         |
| Белци             | 2.011 (91,5%) | 2.488 (72,5%) |
| Афроамериканци    | 134 (6,1%)    | 545 (15,9%)   |
| Азијати           | 8 (0,4%)      | 62 (1,8%)     |
| Хиспаноамериканци | 12 (0,5%)     | 249 (7,3%)    |
| Укупно            | 2.198         | 3.434         |